# 군산 산북동 공룡과 익룡발자국 화석산지
군산 산북동 공룡과 익룡발자국 화석산지(群山 산북동 공룡과 익룡발자국 화석산지)는 대한민국 전북특별자치도 군산시 산북동에 있는 천연기념물이다. 2014년 6월 11일 대한민국의 천연기념물 제548호로 지정되었다.

## 개요
전북지역에서는 최초로 공룡과 익룡발자국 화석이 함께 산출되는 화석산지로 한반도 공룡시대의 고생물지리와 고환경 연구에 있어서 매우 유용한 학술적 가치를 가지고 있다.
발자국 화석의 다양성과 밀도가 높고 국내에서는 매우 드물게 발견되는 보존상태가 뛰어난 대형 수각류 보행렬 화석 및 국내 최대 크기의 초식공룡(Caririchnium) 발자국 화석은 백악기 당시 공룡의 행동특성과 고생태 환경을 이해하는 데에 귀중한 학술자료가 될 수 있다.

## 같이 보기
- 카리리크니움

## 참고 자료
- 군산 산북동 공룡과 익룡발자국 화석산지 - 국가유산청 국가유산포털